# 鎌倉殿
鎌倉殿（かまくらどの）は、鎌倉幕府の棟梁、また、そこから転じて鎌倉幕府そのものを指すこともある。源為義あるいはその子の義朝以降は清和源氏（武家）の棟梁を鎌倉家、鎌倉殿、鎌倉流とも呼ぶようにもなった。「平家物語」では「鎌倉殿」とは頼朝を指し、歴史的には源頼朝と強く結びついた言葉である。
「幕府」の語は江戸中期以降用いられたものであり、鎌倉時代の武士は鎌倉幕府を「鎌倉殿」と呼んでいた。
また、室町幕府の長である足利将軍についても鎌倉幕府の継承者として捉えられ、当初は「鎌倉殿」「鎌倉将軍」の呼称が用いられていた。例えば、二条良基が著した『連歌十様』（高野山正智院本奥書）には、3代将軍足利義満を「鎌倉将軍」と呼称している部分がある。後に義満が京都室町に居宅を置くと、室町幕府将軍は「室町殿」と呼ばれるようになり、代わって室町殿の分家である鎌倉公方が「鎌倉殿」と呼ばれるようになった。

## 征夷大将軍との関係
鎌倉幕府時代、鎌倉殿と御家人との主従関係は私的なもので、公的に裏付けられたものではなかった。これは源頼朝が征夷大将軍に任命される前からの関係である。そのため、鎌倉殿は征夷大将軍の職位と厳密には等しくなく、征夷大将軍の地位そのものは鎌倉幕府の存立とは直接の関係はない。
一般的には、征夷大将軍の地位は「鎌倉殿」の地位を公的に担保するもの、と考えられている。実際、2代目の鎌倉殿となった源頼家が征夷大将軍職に就いたのは家督相続から3年後、源実朝の死後に鎌倉殿となった藤原頼経も征夷大将軍職に就いたのは鎌倉下向から7年後であって（鎌倉幕府公式記録『吾妻鏡』では実朝死去後から北条政子が6年間鎌倉殿だったとしている）、その間は征夷大将軍職が空位であったが、「鎌倉殿」であることは変わらず、特に問題とされなかった。
なお、「鎌倉殿」の地位を公的に担保するのは征夷大将軍ではなく、以下の二つの地位である、とする説もある（この二つの地位は、どちらも1185年に文治の勅許で頼朝が得たもので、これらの地位は鎌倉殿に受け継がれる）。
- 日本国惣追捕使（にほんこくそうついぶし、惣追捕使（後の守護）の任免権を持つ）
- 日本国惣地頭（地頭の任免権を持つ）

## 源氏棟梁と鎌倉
河内国壷井を本拠地とした河内源氏2代目の源頼義が舅である平直方の鎌倉の屋敷を譲り受け、以後源義朝のときに東国での拠点となり、頼朝に至る（頼朝は1160年に伊豆国に流刑となるが、1180年に挙兵をして鎌倉に居を構えた）。鎌倉殿は源氏家人の主（源氏棟梁）をさし、頼朝から右大将家～将軍家（武家の棟梁）の通称となった。

## 歴代の鎌倉殿一覧
- 源頼朝
- 源頼家
- 源実朝
- 藤原頼経
- 藤原頼嗣
- 宗尊親王
- 惟康親王
- 久明親王
- 守邦親王